# Advanced Aviation Cobra
L’Advanced Aviation Cobra est un ULM rudimentaire monoplace construit par Advanced Aviation. Le pilote était suspendu sous une voilure entoilée sur laquelle était monté un moteur de motoneige modifié entraînant une hélice propulsive. Le Cobra A avait un contrôle deux axes seulement, le Cobra B, apparu par la suite, était un ULM trois axes. L’Advanced Aviation King Cobra était la version biplace d'entraînement.